# Charles Eric Leiserson
Charles Eric Leiserson (10 de novembro de 1953) é um cientista da computação, especialista na teoria da computação paralela e computação distribuída, e em particular nas aplicações prática das mesmas; como parte deste esforço, desenvolveu a linguagem Cilk. Inventou a rede de interligação fat tree, uma rede de interconexão hardware-universal usada em muitos supercomputadores, incluindo a Connection Machine CM5, na qual foi o arquiteto de rede. Foi pioneiro no desenvolvimento da teoria VLSI, incluindo o método retiming otimização digital com James B. Saxe e matrizes sistólicas com H. T. Kung. Concebeu a noção de algoritmos de cache alheio (cache-oblivious algorithms), que são algoritmos que não têm parâmetros de ajuste para o tamanho do cache ou comprimento de linha de cache, mas, no entanto, usa cache quase ótimo. Leiserson é co-autor do livro Introduction to Algorithms, com Thomas H. Cormen, Ronald Rivest e Clifford Stein.
Leiserson recebeu um título de B.S. em ciência da computação e matemática na Universidade Yale em 1975, e um Ph.D. em ciência da computação da Universidade Carnegie Mellon em 1981, orientado por Jon Bentley e H. T. Kung.
Em seguida fez parte do corpo docente do Instituto de Tecnologia de Massachusetts, onde é atualmente profesor. É também chefe do grupo de pesquisa em teoria da computação do MIT Computer Science and Artificial Intelligence Laboratory, e foi anteriormente diretor de pesquisa e diretor de arquitetura de sistemas da Akamai Technologies. Foi o fundador e diretor técnico da Cilk Arts, Inc., uma companhia startup que desenvolveu a tecnologia Cilk para aplicações multinúcleo. A Cilk Arts, Inc. foi adquirida pela Intel em 2009.
A teses de doutorado de Leiserson's, Area-Efficient VLSI Computation, ganhou o primeiro Prêmio Tese de Doutorado da Association for Computing Machinery (ACM). Em 1985 recebeu da Fundação Nacional da Ciência um Prêmio Presidencial Jovem Investigador. Em 2006 foi induzido como fellow da Association for Computing Machinery. Em 2013 foi induzido como fellow da Associação Americana para o Avanço da Ciência. Recebeu o Taylor L. Booth Education Award de 2014 da IEEE Computer Society "por impacto na educação da ciência da computação em âmbito mundial por escrever um livro texto sobre algoritmos dos mais vendidos, e desenvolver cursos sobre algoritmos e programação paralela."